# فرد ماكليود
فرد ماكليود (بالإنجليزية: Fred McLeod)‏ هو معلق رياضي أمريكي، ولد في 1952 في سترونغسفيل في الولايات المتحدة، وتوفي في 9 سبتمبر 2019.